# SA-2 (Apollo)
SA-2 (angleško Saturn-Apolon 2) je bil drugi polet rakete nosilke Saturn I, prvi polet Projekta Highwater in del Nasine vesoljske odprave s človeško posadko v Programu Apollo.

## Cilji odprave
Cilji so bili podobni kot pri odpravi SA-1. Poleg preskušanja zgradbe raket in novih motorjev je bila SA-2 tudi del Projekta Highwater, kjer so sprostili velike količine vode v zgornji del ozračja da bi raziskali različne vplive.
Za dosego tega cilja sta bili druga in tretja stopnja obteženi s 109.000 litri vode. Ko je raketa dosegla višino 105 km, so jo razstrelili. S tem so raziskali vplive na radijski prenos in spremembe stanj krajevnega vremena.